# Nestor (motorfiets)
Nestor is een historisch merk van motorfietsen.
De bedrijfsnaam was: Nestor Motor Company, Blackpool.
Nestor was een Brits merk dat kortstondig goedkope motorfietsen met 269cc-Villiers- en 296-en 347cc-Precision-motoren bouwde. De klant kon bepalen of de machines werden uitgerust met of zonder versnellingsbak, maar de productie duurde niet lang. Men begon in 1913, maar door het uitbreken van de Eerste Wereldoorlog werd de productie weer beëindigd.